# بزرگراه ۴۸ مونتانا
بزرگراه ایالتی ۴۸ مونتانا (انگلیسی: Montana State Highway 48؛ MT 48) یک بزرگراه ایالتی به‌طور ۱۱٫۰۰۶ کیلومتر (۶٫۸۳۹ مایل) در دیر لودج، مونتانا، ایالات متحده آمریکا است. این بزرگراه عمدتاً از مناطق معدنی روستایی عبور می‌کند و بزرگراه ام‌تی ۱ را به میان‌ایالتی ۹۰ متصل می‌کند. بزرگراه ام‌تی ۴۸ نخستین بار در سال ۱۹۳۸ راه‌اندازی شد، هرچند که بخش‌هایی از یک بزرگراه دست کم از سال ۱۹۲۴ در موقعیت جغرافیایی ام‌تی ۴۸ وجود داشت.

## خصوصیات مسیر
ام‌تی ۴۸ از تقاطعی با بزرگراه ام‌تی ۱ و در قالب یک مسیر دوباندهٔ آسفالته آغاز می‌شود. این جاده در مسافتی کوتاه به سمت شمال شرقی و از میان مناطق معدنی روستایی گذر می‌کند و سپس به یک تقاطع با مسیر اس-۲۷۳ می‌رسد. سپس مسیر به سمت شمال شرقی ادامه پیدا می‌کند و از موازات وارم اسپرینگز کریک می‌گذرد. این بزرگراه پس از مسافت کوتاهی، فرودگاه بوومن و تعدادی آب‌انبار کوچک که برای استخراج معدن ساخته شده‌اند را پشت سر می‌گذارد. سپس از مناطق معدنی روستایی دیگری نیز عبور کرده و سپس کمی به سمت شرق متمایل می‌شود. مسیر این بزرگراه در جهت مایل به شمال شرقی و در نزدیکی وارم اسپرینگز ادامه می‌یابد و از تقاطعی با راه‌آهن غربی مونتانا نیز گذر می‌کند. بزرگراه ام‌تی ۴۸ در نهایت به پایانهٔ خود در تقاطعی با جادهٔ کنارگذر بزرگراه میان‌ایالتی ۹۰ در نزدیکی خروجی ۲۰۱ می‌رسد.
میانگین شمار عبور و مرور روزانهٔ ام‌تی ۴۸، که از سوی اداره ترابری مونتانا برآورد شده‌است، برابر با ۱۴۴۵ خودرو است که ۱۱۳ مورد از آن‌ها کامیون بوده‌اند. هیچ‌یک از بخش‌های این بزرگراه به‌عنوان بخشی از سامانه بزرگراهی ملی (NHS), که شبکه‌ای از جاده‌های حائز اهمیت برای اقتصاد، دفاع و پویایی ایالات متحده آمریکا است، فهرست نشده‌است.

## تاریخچه
دست کم از سال ۱۹۲۴، امتداد کوتاهی از ام‌تی ۴۸ در نزدیکی موقعیت امروزی مسیر ام‌تی ۱ وجود داشته‌است. در ۱۹۲۷ یک جادهٔ اتصالی کوتاه، خاکی و اصلاح‌نشده در نزدیکی موقعیت ام‌تی ۴۸ وجود داشت. از حدود سال ۱۹۳۷، بر روی آن مسیر آسفالت ریخته شد و مسیر ۱۰ ایالات متحده (یواس ۱۰، ام‌تی ۱ امروزی) را به یواس ۱۰اس (آی-۹۰ امروزی) متصل کرد. ام‌تی ۴۸ در ۱۶ مهٔ ۱۹۴۹ به‌طور رسمی نام‌گذاری شد. تا سال ۱۹۴۹ تمام ام‌تی ۴۸ به‌جز ۰٫۰۷۴ کیلومتر (۰٫۰۴۶ مایل) از طول مسیر آن در امتداد مسیر امروزی آن از نو ساخته شد. در سال ۱۹۵۱، بزرگراه یواس۱۰ مجدداً شماره‌گذاری شد و به یواس ۱۰آ تغییر نام داد. از آن زمان، هر دو قسمت بزرگراه یواس ۱۰ دوباره نام‌گذاری شدند و شرایط آن‌ها بهبود یافت. در سال ۱۹۷۸، ۰٫۰۷۴ کیلومتر (۰٫۰۴۶ مایل) نهایی از این بزرگراه بازسازی شد. از آن زمان تاکنون بازسازی و مرمت دیگری بر روی ام‌تی ۴۸ انجام نشده‌است.

## تقاطع‌های مهم
کل مسیر در شهرستان دیر لودج قرار دارد.
| موقعیت                                                 | م.    | ک.م.   | مقصدها | توضیحات                           |
| ------------------------------------------------------ | ----- | ------ | --- | --------------------------------- |
|                                                        | ۰٫۰۰۰ | ۰٫۰۰۰  | ام‌تی ۱ شرق (بزرگراه توریستی یادبود جانبازان پینتلر) – آپورتونیتی، آی-۹۰ · ام‌تی ۱ غرب (بزرگراه توریستی یادبود جانبازان پینتلر) – انکاندا | پایانهٔ غربی؛ سه‌راهی               |
|                                                        | ۰٫۲۶۰ | ۰٫۴۱۸  | اس-۲۷۳ شمال (جاده گالن) – گالن، آی-۹۰                                                                                                   | تقاطع عمود پایانهٔ جنوبی اس-۲۷۳    |
| وارم اسپرینگز                                          | ۶٫۸۳۹ | ۱۱٫۰۰۶ | آی-۹۰ شمال – گالن، دیر لاج، میزولا · آی-۹۰ جنوب – ام‌تی ۱، فیرمونت هات اسپرینگز، بوت                                                     | پایانهٔ شرقی؛ تقاطع دایموند        |
| وارم اسپرینگز                                          | ۶٫۸۳۹ | ۱۱٫۰۰۶ | جاده گس سیتی شرق | ادامه به‌سمت شرق پس از پایانهٔ شرقی |
| ۱٫۰۰۰ مایل = ۱٫۶۰۹ کیلومتر؛ ۱٫۰۰۰ کیلومتر = ۰٫۶۲۱ مایل |       |        | |                                   |